# Sant Antoni Abat del Pla
Sant Antoni Abat del Pla és una capella de la Llacuna (Anoia) inclosa a l'Inventari del Patrimoni Arquitectònic de Catalunya.

## Descripció
És una capella d'una sola nau, amb portalada a sol ixent, construïda a base de murs de pedra amb morter. Presenta una portalada ubicada a l'est amb dovelles. Al migdia es pot apreciar una finestra perforada en un carreu en forma d'espitllera de regust preromànic. La coberta és a base de teules àrabs. La paret sud presenta els caràcters més arcaics que per la part interior de la construcció està reforçada per tres arcs. Aquesta construcció ha sofert diverses modificacions, però no seria gens d'estranyar que tingués antecedents romànics o més antics. En el moment de confeccionar aquesta fitxa un grup de veïns hi treballa en la seva consolidació. El conjunt i la part més conservada pot pertànyer cronològicament als segles XVI-XVII i posteriors, dintre d'un estil popular.

## Història
Les primeres dades estan documentades l'any 1508. L'any 1824 la capella va sofrir obres d'ampliació i es venerava a Sant Antoni Abat. En la visita pastoral de l'any 1845 es va disposar que es pintarien dues imatges de l'altar. Des del 1936 està abandonada.